# Tamara Lawrance
Tamara Naomi Lawrence (Wembley, 1994) è un'attrice britannica.

## Biografia
Tamara Lawrance è nata a Wembley, figlia di immigrati giamaicani. Dopo la laurea alla Royal Academy of Dramatic Art nel 2015, ha fatto il suo debutto sulle scene londinesi in un revival del dramma Ma Rainey's Black Bottom al National Theatre, che ha vinto il Premio Laurence Olivier. L'anno dopo è tornata al National Theatre per interpretare la protagonista Viola ne La dodicesima notte di Shakespeare; per la sua interpretazione ha vinto l'Ian Charleson Award. Nell'autunno dello stesso anno ha recitato con Ian McKellen in Re Lear, in cui ha interpretato Cordelia. Sempre nel 2017 ha fatto il suo esordio cinematografico nel film Chesil Beach - Il segreto di una notte e nel 2020 ha ricevuto una candidatura ai BAFTA scozzesi per il film Kindred.

## Filmografia

### Cinema
- Chesil Beach - Il segreto di una notte (On Chesil Beach), regia di Dominic Cooke (2017)
- Kindred, regia di Joe Marcantonio (2020)
- Le gemelle silenziose (The Silent Twins), regia di Agnieszka Smoczyńska (2022)

### Televisione
- King Charles III – film TV (2017)
- No Offence – serie TV, 6 episodi (2018)
- Time – serie TV, 3 episodi (2023)
- Mr Loverman, regia di Hong Khaou – miniserie TV (2024)
- Get Millie Black, regia di Tanya Hamilton, Annetta Laufer e Jean Luc Herbulot – miniserie TV (2024)

## Teatro
- Ma Rainey's Black Bottom di August Wilson, regia di Dominic Cooke. National Theatre di Londra (2016)
- Unreachable, testo e regia di Anthony Neilson. Royal Court Theatre di Londra (2016)
- La dodicesima notte di William Shakespeare, regia di Simon Godwin. National Theatre di Londra (2017)
- Re Lear di William Shakespeare, regia di Sean Mathias. Chichester Festival Theatre di Chichester (2017)
- The Tell-Tale Heart, testo e regia di Anthony Neilson. National Theatre di Londra (2018)
- Ig God Is di Aleshea Harris, regia di Ola Ince. Royal Court Theatre di Londra (2021)
- The Comeuppance di Branden Jacobs-Jenkins, regia di Eric Ting. Almeida Theatre di Londra (2024)